# Asiatic-Pacific Campaign Medal
La Asiatic-Pacific Campaign Medal (it.: Medaglia per la campagna in Asia e nel Pacifico), è una medaglia concessa dagli Stati Uniti d'America durante la Seconda guerra mondiale. Essa venne concessa ai membri delle forze armate statunitensi che avessero preso parte alle operazioni militari in Asia e nel Pacifico dal 1941 al 1945. Essa venne formalmente istituita il 6 novembre 1942 con l'ordine esecutivo n. 9265 firmato dal presidente Franklin Delano Roosevelt. La medaglia venne disegnata da Thomas Hudson Jones, mentre il retro venne disegnato da Adolph Alexander Weinman col medesimo modello utilizzato per le altre campagne militari d'Europa, Asia e Medioriente.
Nel solo teatro militare del Pacifico vi furono in totale 21 campagne militari dell'esercito e 48 della marina e questo portò ad un numero elevato di concessioni della medaglia che nel nastro riportava simbolicamente i colori del Giappone e degli Stati Uniti, le principali forze in conflitto in quella parte del mondo all'epoca. La prima medaglia concessa di questo tipo venne data al generale Douglas MacArthur. L'equivalente per il teatro di guerra europeo fu la European-African-Middle Eastern Campaign Medal.

## Campagne dell'esercito
La concessione della medaglia per i membri dell'esercito si riferiva alle seguenti campagne:
- Filippine 7 dicembre 1941 - 10 maggio 1942
- Birmania 20 gennaio - 26 maggio 1942
- Pacifico centrale 7 dicembre 1941 - 6 dicembre 1943
- Indie orientali olandesi 1 gennaio 1942 - 22 luglio 1945
- India-Burma 2 aprile 1942 - 28 gennaio 1945
- Offensive aeree, Giappone 17 aprile 42 - 2 settembre 45
- Isole Aleutine 3 giugno 42 - 24 agosto 43
- Difesa della Cina 4 luglio 42 - 4 maggio 45
- Papua 23 luglio 42 - 23 gennaio 43
- Guadalcanal 7 agosto 42 - 21 febbraio 43
- Nuova Guinea 24 gennaio 43 - 31 dicembre 44
- Isole Salomone 22 febbraio 43 - 21 novembre 44
- Isole del Mandato 7 dicembre 43 - 14 giugno 44
- Arcipelago Bismarck 15 dicembre 43 - 27 novembre 44
- Pacifico Occidentale 17 aprile 44 - 2 settembre 45
- Leyte 17 ottobre 44 - 1 luglio 45
- Luzon 15 dicembre 44 - 4 luglio 45
- Birmania centrale 29 gennaio 45 - 15 luglio 45
- Filippine meridionali 27 febbraio 45 - 4 luglio 45
- Isole Volcano-Ryukyu 26 marzo 45 - 2 luglio 45
- Offensiva in Cina 5 maggio 45 - 2 settembre 45

## Campagne della marina
La concessione della medaglia per i membri della marina si riferiva alle seguenti campagne:
- Pearl Harbor--Midway 7 dicembre 1941
- Battaglia dell'Isola di Wake 8–23 dicembre 1941
- Operazione nelle Filippine 8 dicembre 1941 – 6 maggio 1942
- Campagna nelle Indie orientali olandesi 23 gennaio – 27 febbraio 1942
- Raid nel Pacifico —1942 1 febbraio 1942 – 10 marzo 1942
- Mar dei Coralli 4–8 maggio 1942
- Midway 3–6 giugno 1942
- Sbarchi di Guadalcanal-Tulagi (inclusa la Battaglia di Savo Island) 7-9 agosto 1942
- Presa e difesa di Guadalcanal 10 agosto 1942 – 8 febbraio 1943
- Raid di Makin 17–18 agosto 1942
- Salomone orientali (Stewart Island) 23–25 agosto 1942
- Raid Buin-Faisi-Tonolai 5 ottobre 1942
- Cape Speranza (Seconda Savo) 11–12 ottobre 1942
- Isole di Santa Cruz 26 ottobre 1942
- Guadalcanal (Terza Savo) 12–15 novembre 1942
- Tassafaronga (Quarta Savo) 30 novembre – 1 dicembre 1942
- Operazioni nella Nuova Guinea orientale 17 dicembre 1942 – 24 luglio 1944
- Rennel Island 29–30 gennaio 1943
- Consolidamento delle isole Salomone 8 febbraio 1943 – 15 marzo 1945
- Operazione nelle Aleutiane 26 marzo – 2 giugno 1943
- Operazione New Georgia Group 20 giugno – 16 ottobre 1943
- Operazione dell'arcipelago Bismarck 25 giugno 1943 – 1 maggio 1944
- Raids nel Pacifico—1943 31 agosto 1943 – 6 ottobre 1943
- Operazione Treasury-Bougainville 27 ottobre – 15 dicembre 1943
- Operazione delle isole Gilbert 13 novembre – 8 dicembre 1943
- Operazione delle isole Marshall 26 novembre 1943 – 2 marzo 1944
- Raids nell'Asia e nel Pacifico—1944 16 febbraio 1944 – 9 ottobre 1944
- Operazioni nella Nuova Guinea occidentale 21 aprile 1944 – 9 gennaio 1945
- Operazione Marianne 10 giugno – 27 agosto 1944
- Operazione nelle Isole Western Caroline 31 agosto – 14 ottobre 1944
- Operazione Leyte 10 ottobre – 29 novembre 1944
- Operazione Luzon 12 dicembre 1944 – 1 aprile 1945
- Operazione Iwo Jima 15 febbraio – 16 marzo 1945
- Operazione Okinawa Gunto 17 marzo – 30 giugno 1945
- Operazioni della 3ª flotta contro il Giappone 10 luglio – 15 agosto 1945
- Operazione nelle Isole Kuril 1 febbraio 1944 – 11 agosto 1945
- Operazioni nel Borneo 27 aprile – 20 luglio 1945
- Cattura e occupazione di Tinian 24 luglio – 1 agosto 1944
- Presa e consolidamento delle Filippine meridionali 28 febbraio - 20 luglio 1945
- Operazione Hollandia (Baia di Aitape Humboldt - Baia di Tanahmerah Bay) 21 aprile – 1 giugno 1944
- Baia di Manila - Operazioni a Bicol 29 gennaio – 16 aprile 1945
- Operazioni U.S.S. Navajo—Salvage 8 agosto 1942 – 3 febbraio 1943
- Azioni a Vanikoro 17–21 luglio 1943
- Naval Group China (per almeno 6 mesi) 19 febbraio 1943 – 4 maggio 1945
- Task Group 30.4 22 maggio – 15 giugno 1944
- Task Group 12.2 5 luglio – 9 agosto 1944
- Operazioni dragamine nel Pacifico 23 giugno 1945 – 2 marzo 1946
- Operazioni sottomarine nel Pacifico (Pacifico – 1 stella per la partecipazione a ciascuna operazione) 7 dicembre 1941 – 2 settembre 1945

## Altre campagne
- Operazioni anti-sottomarine 7 dicembre 1941 – 2 settembre 1945
- Combattimenti a terra: 7 dicembre 1941 – 2 settembre 1945
- Combattimenti nell'aria: 7 dicembre 1941 – 2 settembre 1945